# Regéczi József
Regéczi József (Regéczy) (Kassa, 1851. február 6. – Nagyszombat, 1895. március 21.)  királyi katolikus tanítóképző intézeti igazgató, író, újságíró.

## Élete
Szegény iparos szülők gyermeke. Szülővárosában 1870-ben végezte a főgimnáziumot; ekkor a kegyes tanítórendbe lépett; a novíciátusban töltött egy év után rendkormánya Privigyére küldte a népiskola I. és II. osztályába tanítónak. A szerzetből 1872-ben kilépett; egy évig önkéntes, azután a kassai törvényszéknél napidíjas írnok lett. 1874-ben Róth Károly tábornokhoz Zélére (Nyitra megye) ment nevelőnek. Itt három évet töltött és szorgalommal tanulta a természettudományokat. 1877-ben a nagyszombati királyi tanítóképző intézetben képesítő vizsgálatott tett és 1877. szeptember 19-én ugyanazon intézetnél tanár, 1884. november 4-én igazgató-tanár lett.

## Írásai
Cikkei a Nagyszombati Hetilapban, melynek 1878-től főmunkatársa (1878. a nőnevelésről, 1879. A fekete ország, Stanley és Rholfs kutatásai nyomán; 1883-1884. Peschel Oszkár Völkerkundéjéből); a M. Gaeaban (1881. Az etnographia fogalma és feladata); a Magyar Vidékben (Pápa, 1881. A Daltonismus); munkatársa volt a Pozsonyvidéki Lapoknak 1878-80-ig; az Ált. Tanügyi Közlönyben (Arad, 1882. A földleírás tanítása a népiskolában); az Új Magyar Sionban (1882. Könyvism.); a Tájékozóban (1883. Az iskolaszékekről); a Népiskolai Tanügyben (1884-85. Az iskolai felügyeletről, Számtani tanításunk reformjához, Tanítóegyesületeink teendői, tanitóképzésünk akadályai); a Közoktatásban (1883. Pestalozzi törekvéseinek lényege a tanítás módjának javítása körül, 1884. Dr. Kármán és a logika); a Majer István jubileumára kiadott Emlékkönyben (Nagyszombat, 1886. A néptanító önképzéséről, különös tekintettel az általános műveltségre).

## Munkái
- A népiskolai felügyeletről. Tanulmány. Eger, 1886 (különnyomat az egri Népiskolai Tanügyből)
- Herbart Ján. Frigyes. Bpest, 1888 (Paed. Blutarch III.)
- A Herbart-iskola nevelési elveinek története, kritikája és alkalmazása. Első rész. Herbart és követői. Nagyszombat, 1889

Szerkesztette és kiadta a Kalauz a népiskolai nevelőoktatás terén cz. kath. paedagogiai folyóiratot Nagyszombatban 1887-től 1892-ig.

## Álneve és jegyei
Karsay, x (a Nagyszombati Hetilapban) és x-y.